# 光風台 (市原市)
光風台（こうふうだい）は、千葉県市原市の三和地区にある町丁。現行行政地名は光風台一丁目から光風台五丁目。郵便番号は290-0255。

## 概要
市原市中央部の三和地区にある新興住宅地である。町丁は1970年代の光風台団地造成により新たに成立した。全域に住居表示が実施されているが、換地処分時に地番変更を実施しているため、住居表示と地番はほぼ一致している。

## 地理

### 地価
公示地価によると千葉県市原市光風台3丁目190番地で28,800(円/m2)である。

### 隣接町丁字
北は安須、東は二日市場、南は中高根、西は立野と接している。

## 歴史

### 地名の由来
日建不動産と共済不動産によって共同開発された団地に共通して名づけられた地名である。

## 世帯数と人口
2023年（令和5年）4月1日現在の世帯数及び人口の詳細は以下の通りである。
| 町丁字       | 世帯数    | 人口総数 | 人口  | 人口   | 人口     | 人口     | 人口    | 人口   | 世帯人員 |
| 町丁字       | 世帯数    | 人口総数 | 若年  | 若年   | 生産年齢 | 生産年齢 | 高齢    | 高齢   | 世帯人員 |
| ------------ | --------- | -------- | ----- | ------ | -------- | -------- | ------- | ------ | -------- |
| 光風台一丁目 | 382世帯   | 886人    | 79人  | 8.92%  | 467人    | 52.21%   | 340人   | 38.37% | 2.32人   |
| 光風台二丁目 | 368世帯   | 790人    | 84人  | 10.63% | 415人    | 52.53%   | 291人   | 36.84% | 2.15人   |
| 光風台三丁目 | 650世帯   | 1,314人  | 67人  | 5.10%  | 610人    | 46.42%   | 637人   | 48.48% | 2.02人   |
| 光風台四丁目 | 656世帯   | 1,417人  | 118人 | 8.33%  | 659人    | 46.51%   | 640人   | 45.17% | 2.16人   |
| 光風台五丁目 | 571世帯   | 1,219人  | 83人  | 6.81%  | 566人    | 46.43%   | 570人   | 46.76% | 2.13人   |
| 全体         | 2,627世帯 | 5,626人  | 431人 | 7.66%  | 2,717人  | 48.29%   | 2,478人 | 44.05% | 2.14人   |

## 通学区域
市立小学校・市立中学校及び県立高等学校の通学区域は以下の通りである。
| 町丁字       | 番地 | 小学校               | 中学校             | 高等学校 |
| ------------ | ---- | -------------------- | ------------------ | -------- |
| 光風台一丁目 | 全域 | 市原市立光風台小学校 | 市原市立双葉中学校 | 第9学区  |
| 光風台二丁目 | 全域 | 市原市立光風台小学校 | 市原市立双葉中学校 | 第9学区  |
| 光風台三丁目 | 全域 | 市原市立光風台小学校 | 市原市立双葉中学校 | 第9学区  |
| 光風台四丁目 | 全域 | 市原市立光風台小学校 | 市原市立双葉中学校 | 第9学区  |
| 光風台五丁目 | 全域 | 市原市立光風台小学校 | 市原市立双葉中学校 | 第9学区  |

## 施設
- 市原市立光風台小学校
- 市原市立双葉中学校
- 光風台中央幼稚園
- 光風台交番
- 市原市消防局中央消防署光風台分署
- 光風台自治会館
- しげのや光風台店

## 交通

### 鉄道
- 小湊鉄道 - 光風台駅（最寄り）
- JR東日本 - 姉ケ崎駅

### バス
以下の路線が町丁内を経由する。
| 運行会社 | 系統 | 区間                      | 経由                                             |
| -------- | ---- | ------------------------- | ------------------------------------------------ |
| 小湊鉄道 | 姉07 | 姉ケ崎駅東口 - 光風台駅   | 迎田、光風台坂上                                 |
| 小湊鉄道 | 姉27 | 姉崎ターミナル            | 姉ケ崎駅東口、迎田、光風台坂上                   |
| 小湊鉄道 | 姉28 | 姉崎ターミナル - 光風台駅 | 姉ケ崎駅東口、迎田、市原緑園都市、光風台坂上     |
| 小湊鉄道 | 姉30 | 姉ケ崎駅東口 - 光風台駅   | 姉崎高校前、帝京大病院、市原緑園都市、光風台坂上 |
| 小湊鉄道 | 光01 | 光風台駅 - 光風台坂上     |                                                  |

### 道路
- 千葉県道144号南総姉崎線